# Lowell Schoenfeld

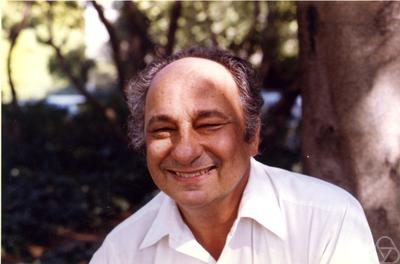
Lowell Schoenfeld (1974)

Lowell Schoenfeld (* 1. April 1920; † 6. Februar 2002) war ein US-amerikanischer Mathematiker.
Lowell Schoenfeld studierte am City College of New York mit dem Bachelor-Abschluss 1940 und wurde 1944 bei Hans Rademacher an der University of Pennsylvania promoviert (A transformation formula in the theory of partitions). Danach lehrte er an der Temple University und der Harvard University. In den 1950er Jahren war er Professor an der University of Illinois. Nach seiner Heirat konnten nicht beide Ehepartner Professoren an der Universität bleiben aufgrund damals gültiger Bestimmungen, die Nepotismus verhindern sollten, und beide gingen an die Pennsylvania State University (damals eine der wenigen amerikanischen Universitäten, die Ehepaare als Professoren akzeptierten). Ab 1968 war er Professor an der University at Buffalo (wie auch seine Ehefrau).
Schoenfeld befasste sich mit analytischer Zahlentheorie. Unter Annahme der Riemannschen Vermutung konnte er folgende obere Schranke für die Abweichung der Primzahlverteilungsfunktion vom Integrallogarithmus geben:
{\displaystyle {\big |}\pi (x)-\mathrm {Li} (x){\big |}<{\frac {{\sqrt {x}}\ln x}{8\pi }}\quad {\text{für}}\ x\geq 2657.}
Mit einer unspezifizierten Konstante an Stelle von {\displaystyle 1/(8\pi )} war dies von Helge von Koch gezeigt worden.
Er arbeitete bei der Bestimmung der Schranken zahlentheoretischer Funktionen auch mit John Barkley Rosser zusammen. Mit Rosser und J. M. Yohe berechnete er 1968 die ersten 3,5 Millionen nicht-trivialen Nullstellen der Riemannschen Zetafunktion mit dem Computer und zeigte, dass sie auf der kritischen Geraden lagen.  Dabei formulierten sie auch Rossers Regel.
Er war seit 1953 mit der Mathematik-Professorin Josephine Mitchell (1912–2000) verheiratet.